# Club Balonmano Benidorm
Club Balonmano Benidorm (kurz BM Benidorm, deutsch: Handballclub Benidorm) ist ein spanischer Handballverein aus der Stadt Benidorm. Seine erste Männermannschaft spielte in der Liga Asobal.
Aus Sponsoringgründen trat der Verein auch als BM Servigroup Benidorm an. Im Jahr 2022 wurde der Name nach dem Hauptsponsor in TM Benidorm geändert.

## Männerhandball

### Geschichte
Der jetzige Verein wurde im Jahre 1994 gegründet. Zuvor wurde in Benidorm schon ab 1968 Handball gespielt, die Spiele wurden auf der Plaza del Torrejó ausgetragen. Zur Spielzeit 1971/1972 trat der Verein in der 2ª Provincial an und stieg danach in die 1ª Provincial auf. Ab 1979 trat man als BM Benidorm an. Als in der Saison 1992/1993 der Verein Helados Alacant nach Benidorm wechselte, wurden die Mannschaften zusammengelegt. Das Jahr 1994 zählt daher als Gründungsjahr des heutigen Vereins. Eine Saison später allerdings wurde der Spielbetrieb wegen wirtschaftlicher Schwierigkeiten zunächst unterbrochen. Nach dem Aufstieg von BM Altea 1996/1997 in die Liga Asobal fungierte BM Benidorm als Farmteam des BM Altea. Ab dem Jahr 2000 spielte man neun Jahre in der 2ª División Nacional. Im Mai 2011 gelang der Aufstieg in die 1ª División Nacional. Im Juni 2013 stieg der Verein in die División de Honor Plata auf. Ein Jahr später, im Mai 2014, gelang der Aufstieg in die Liga Asobal, in der das Team seitdem spielte. Die Erstligasaison 2021/22 beendete das Team auf Platz 4. Nach der Saison 2024/2025 stieg die Mannschaft in die zweite Liga ab.
In der Copa del Rey stand das Team 2020 im Finale, ebenso erreichte man das Finale der Supercopa Asobal im Jahr 2021. International trat das Team European League 2020/21 und European League 2021/22 in der EHF European League.

## Statistik

### Spieler
Beim Verein standen auch David Cuartero (2014–2018), Carlos Grau (2014–2023), Josep Folqués (2015–2016, 2019–2021), Rubén Marchán (2015–2019), Álvaro Cabanas (2018–2020), Álvaro Ruiz (2021–2022), Ramiro Martínez (2022–), James Parker (2019–2022), Pablo Simonet (2016–2020), Emil Feuchtmann (2020–2021), Esteban Salinas (2015–2018), Jorge Pabán (2017–2020), Michail Rewin (2018–2019), Ivan Nikčević (2020–2023) und Roberto Rodríguez (2019–) unter Vertrag.

### Trainer
Trainer der ersten Männer-Mannschaft ist seit März 2025 Marko Krivokapić. Er löste den entlassenen Sergio Carballeira ab, der seit 2023 Cheftrainer war. Sein Vorgänger war bis 2023 Fernando Latorre; er verließ den Verein am Ende der Saison 2022/2023. Vorherige Trainer waren auch Francisco Javier Equisoain (2017–2019), Vicente Grau und Nikola Milos.

## Frauenhandball
Die Frauen des BM Benidorm spielen in der División de Honor Plata.